# Mesoleius altissimus
Mesoleius altissimus là một loài tò vò trong họ Ichneumonidae.